# El Consorcio
El Consorcio es un grupo musical de España formado en 1993  por los cantantes Amaya, Estíbaliz e Iñaki Uranga, Sergio Blanco y Carlos Zubiaga, excomponentes del también grupo vocal español Mocedades.

## Biografía

### Fundación
La idea de la formación del grupo surgió en una reunión familiar y de amigos celebrada en casa de Javier Uranga a mediados de 1993, cuando a la cantautora Rosa León se le ocurrió la idea de que Amaya cantara las canciones de un proyecto propio e independiente que estaba preparando como homenaje a las canciones de la radio de los años 1930, 1940 y 1950. Amaya pensó que sus hermanos y amigos podían acompañarla en dicho proyecto y a partir de ese momento se formó el grupo conocido como El Consorcio con los componentes antes indicados.

### Trilogía homenaje a las canciones de la posguerra
De agosto a octubre de ese mismo año grabaron su primer disco, Lo que nunca muere, título de una radionovela homónima de los años 50. Este trabajo fue publicado en mayo de 1994 y contó con la dirección y realización de Rosa León y la producción de Hispavox. 
Tras la publicación de dicho trabajo, Emilio Santamaría se convertiría en representante del grupo, ya que tras el éxito cosechado surgieron numerosas galas por toda España. Dichas galas se podían dividir en dos partes: en la primera, se recordaban las mejores canciones de cada uno individualmente (o en dúo en el caso de Sergio y Estíbaliz), e incluso algunas de cuando pertenecieron a Mocedades; y en la segunda, emulando ser un programa de radio, con público y con dedicatorias, El Consorcio cantaba íntegramente su primer disco. De marzo a junio de 1995 grabaron Peticiones del oyente, siguiendo la misma línea que el primero y haciendo su particular homenaje a los programas radiofónicos de la posguerra a los que los radioyentes escribían pidiendo una canciones para dedicarlas a sus seres queridos. Con estos dos trabajos, El Consorcio inició una gira de poco más de dos meses por México.
Entre julio y septiembre de 1996 grabaron su tercer disco, titulado Programa doble, el cual recuperaba temas del cine español a lo largo de su historia. Como curiosidad cabe destacar que la canción más antigua incluida en este material fue de la película El bailarín y el trabajador, estrenada el 21 de marzo de 1936 en Madrid y la más reciente fue de Átame, del 22 de enero de 1990.
Con este disco concluyeron la trilogía dedicada a la música de la posguerra y concluye su contrato con Hispavox, aunque ese mismo año produce un CD recopilatorio con las canciones más conocidas del grupo y algunos temas inéditos como un dueto en vivo con Paloma San Basilio, otro con Nino Bravo y un último con Juan Pardo.

### Nuevos discos y más giras
En 1998, con su nueva compañía discográfica Sony, grabaron su cuarto disco al que titularon Cuba. Incluía 14 temas de tradicionales de la isla caribeña. Los temas fueron grabados en Miami, Londres y Madrid. Con este disco visitaron por segunda vez México y otros lugares de Latinoamérica.
En el año 2000 graban su nuevo disco, Las canciones de mi vida, producido esta vez por Óscar Gómez. Este trabajo fue también una mirada al pasado. Incluye temas que dieran a conocer grupos como Los Mitos (fundado por Carlos Zubiaga y Tony Landa) y el Orfeón Donostiarra o intérpretes como Massiel, Joan Manuel Serrat, Miguel Ríos, Víctor Manuel, Marisol, Cecilia, Emilio José y Juan Luis Guerra. 
En 2001, El Consorcio acompañó al pianista argentino Raúl Di Blasio en cinco temas del material titulado Di Blasio–Gardel. A raíz de esta colaboración emprendieron una serie de conciertos a los que llamaron Cantapiano. La gira inició en México el 25 de noviembre de 2001 y terminó hacia mediados de diciembre de 2002, visitando otros países como Guatemala, Honduras, El Salvador y Panamá, intercalada con la gira de verano en España en 2002. La cantidad total de ciudades visitadas ascendió a casi media centena.
En mayo de 2003, grabaron un disco en directo con los mejores temas de las carreras de cada integrante titulado En vivo desde el corazón de México, fruto de una multitudinaria gira por México. En este disco aparecen canciones de la época en que los miembros de El Consorcio formaron parte de otros conjuntos (Mocedades, Sergio y Estíbaliz o Los Mitos) o de su carrera en solitario junto con los grandes éxitos del grupo. Así se cerró un ciclo que diera inicio 10 años atrás.
En navidades de 2004, El Consorcio grabó en el estudio de Carlos Zubiaga, Tío Pete, su séptimo disco, De ida y vuelta, alusión directa a los continuos viajes a Latinoamérica. Incluye temas clásicos mexicanos de Agustín Lara o José Alfredo Jiménez; pero también temas de cantautores contemporáneos españoles, como Enrique Urquijo, Pedro Guerra, Antonio Vega o Jorge Drexler. El disco lo editó EMI. En 2008 publicaron el disco Querido Juan, dedicado a Juan Carlos Calderón y en 2010 publicaron el disco De Mocedades a El Consorcio. 40 años de música, en compañía de la Orquesta Filarmónica de Costa Rica.

### Muerte de Sergio Blanco y disolución temporal
Sergio Blanco tuvo que retirarse del grupo en 2012 por una enfermedad que le impidió subirse a los escenarios de nuevo. Desde entonces, Iñaki Uranga asumió los solos de Sergio en el conjunto y la formación pasó a ser un cuarteto. Sergio falleció en febrero de 2015. Antes de este suceso, en noviembre de 2014 se anunció la próxima disolución del grupo con una gira de conciertos a modo de despedida que se realiza entre 2014 y 2015, y la presentación de un largometraje documental sobre el grupo. El Consorcio diría Adiós en Costa Rica del 23 al 25 de abril como parte de su gira de despedida.
Tras la muerte de Sergio Blanco en febrero de 2015, deciden continuar la gira por toda España para 2015-2016 haciendo un repaso a toda la trayectoria de El Consorcio y un homenaje a Sergio Blanco, al término de dicha gira en 2016 el grupo anunció que se retiraba de los escenarios para siempre.
Sin embargo, tras el éxito cosechado durante la gira Nuestros besos quedarán decidieron continuar y no disolverse estrenando dos nuevos singles llamados Mientras Espero y Adivina (2017)

## Discografía

### Álbumes de estudio
- Lo que nunca muere (1994)
- Peticiones del oyente (1995)
- Programa doble (1996)
- Cuba (1998)
- Las canciones de mi vida (2000)
- De ida y vuelta (2005)
- Querido Juan (2008)
- Noche de ronda (2012)

### Álbumes recopilatorios
- El Consorcio (1996)
- Grandes éxitos (1997)
- Cachito mío (2001)
- Los diez de El Consorcio (2002)
- Lo mejor (2003)
- El Consorcio (2006)
- Canciones para toda la vida (2007)
- De Mocedades a El Consorcio. 40 años de música (2010)
- Grandes intérpretes (2012)
- El Consorcio grandes éxitos 1993-2015 (2016)
- Eres Tú. Más de 50 grandes éxitos. 3 CDs + DVD (2017)

### Álbumes en vivo
- En vivo desde el corazón de México (2003)

## Premios
- Premio Grammy Latino a la Excelencia Musical, 2016. [3]

## Documental
El 1 de enero de 2024, se estrenó en ETB, Eres tú: de Mocedades a El Consorcio, documental dirigido por Lorea Pérez de Albéniz y con guion de Laura Guillén.   El 19 de enero de 2025, se emitió en La 2 de TVE. 